# Ruu
Ruu（ルウ、1992年2月5日 - ）は、日本のダンサー、振付師。福島県福島市出身。

## 略歴・人物
2歳からダンスを始め、高校生1年生で全国優勝を果たし、数々のコンテストでタイトルを取り続けている。 
振付コンテスト「Legend Tokyo」では最年少で5年連続で最多受賞を果たす。
2016年、リーダーで振付を務める「Fabulous Sisters」が、ロサンゼルスで開催されたダンス世界大会「World of Dance」で日本人初優勝。 翌年、2連覇を成し遂げる。 
現在は、生徒の育成、アーティストの振付、舞台など幅広く活動している。 
佐藤晴美とは地元でチームを組んでいた時からの仲で、2018年8月3日にさいたまスーパーアリーナで行われた『DANCE ALIVE WORLD CUP 2018』では、Fabulous Sistersと佐藤のコラボ・パフォーマンスが見られた。また佐野玲於（GENERATIONS from EXILE TRIBE）とも幼馴染で、2018年9月23日放送の『GENERATIONS高校TV』（AbemaTV）で再会した際、「（小さい頃は）もうヤバイ、クソガキだった」と自慢している。

## 振付作品

### アーティスト
IZ*ONE
- ご機嫌サヨナラ
- Buenos Aires
- Vampire

AKB48
- お姉さんの独り言
- 伝説の魚
- 抑えきれない衝動
- 点滅フェロモン
- だらしない愛し方
- 涙の表面張力
- NO WAY MAN
- 初恋ドア

HKT48
- Make Noise

DEAN FUJIOKA
- Shelly

TWICE
- Celebrate

9nine
- SHINING☆STAR
- SunSunSunrise

NiziU
- Paradise
- Coconut

≠ME
- 天使は何処へ
- アンチコンフィチュール
- Marcato

日向坂46
- 君のため何ができるだろう[6]
- アディショナルタイム[7]

吉本坂46
- 君の唇を離さない

ICON Z ～Dreams For Children～ ガールズ部門
- CHILI CHOCOLATE

### 舞台
- マハゴニー市の興亡
- 音楽劇 アルトゥロ・ウイの興隆（2020年1月11日-2月2日、神奈川芸術劇場）- ダンサーとして出演もしている。

## 受賞歴
ダンスコンテスト
- WORLD OF DANCE 2016 & 2017 優勝[動画 2][動画 3]
- JAPAN DANCE DELIGHT FINALIST vol.16 vol.17 vol.18 vol.19 vol.21[8]
- TOKYO DANCE DELIGHT 準優勝（2013年）[9]
- 全国コレオグラフコンテスト　LEGENDTOKYO Ruu 特別賞受賞（2014年）[10]
- DANCE@PIECE FINAL 優勝 （2015年）[11]
- OSAKA DANCE DELIGHT 4位[要出典]
- DANCE ATTACK高校生全国優勝[要出典]

### 動画
1. ↑  A Happy New Year! From Fabulous Sisters - YouTube（2018年6月13日）2021年3月26日閲覧。
2. ↑  Official World of Dance Fabulous Sisters ／Winners Circle (1st Place Youth) 「World of Dance Finals 2016」 - YouTube（2016年8月9日）2021年3月26日閲覧。
3. ↑  Official World of Dance Fabulous Sisters／Best of Show／ Winner's Circle 「World of Dance Finals 2017」 - YouTube（2017年8月15日）2021年3月26日閲覧。